# Аншлаг (телепередача)
«Аншла́г» — советская и российская юмористическая телепередача. Бессменная ведущая и руководитель программы — Регина Дубовицкая. Артисты, выступавшие в программе:
Геннадий Ветров, Владимир Винокур, Михаил Евдокимов, Клара Новикова, Юрий Гальцев, Светлана Рожкова, Виктор Коклюшкин, Ян Арлазоров, комик-дуэт «Кролики» и др.

## История
Юмористическая передача «Аншлаг» выходит в эфир с 1 октября 1987 года. Впервые она вышла в эфир Первой программы ЦТ.

### Конец 1980-х
Период конца 80-х стал кризисным для эстрады разговорного жанра. Регина Дубовицкая, обратив внимание на это явление, задалась целью показать на телевидении, что вообще эстрада представляла собой, собрав «под своей крышей» всех популярных артистов. Долгое время программа «несла» достаточно строгий формат и представляла собой гид по эстраде разговорного жанра, в котором были собраны все наиболее известные и активные артисты. Беседы с артистами велись о месте эстрады в жизни советского человека и чуть ли не на философские темы.
Название программы возникло следующим образом. В сентябре 1987 года Дубовицкая просила знакомых придумать название своей будущей программы. Всего за время звонков и консультаций удалось собрать около 50 вариантов. Слово «Аншлаг» предложил Лев Новожёнов. Дубовицкая так объясняла значение слова в контексте передачи: «Аншлаг — это значит, что билеты проданы, и все зрители будут сидеть у экранов телевизоров».

### 1990 — настоящее время
Уже с начала 1990-х «Аншлаг? Аншлаг!» становится более неформальным. До 1994 года программа выходила несколько раз в год по Первой программе ЦТ, позднее по 1-му каналу Останкино. С 1 мая 1994 года «Аншлаг» перешёл на РТР (ныне — телеканал «Россия») и до 21 августа 2004 года выходил раз в неделю по субботам, а периодически — ещё в пятницу или воскресенье, дополнительно шли ещё праздничные и выездные выпуски.
С середины 90-х «Аншлаг» «набирает обороты» и становится своеобразной фабрикой звёзд для артистов не только разговорного жанра, но и многих других. Начинающие артисты стремятся «засветиться» в передаче. Ездить на гастроли с Дубовицкой становится модно, в передаче поучаствовало большинство звёзд российской эстрады. «Аншлаг» выходит за рамки своего формата и у него появляются новые дочерние рубрики, которые постепенно становятся отдельными передачами. До 2007 года программа состояла из разных вариаций, а именно: «Аншлаг представляет» (1992), «Аншлаг и К°» (1994—1996), «Аншлаг. Бочка мёда» (1998), «Аншлаг. Из детства с приветом», «Авоська Аншлага», «Аншлаг. Экзамен», «Кладовка Аншлага», «Аншлаг собирает друзей» (2001), «Новогодняя сказка Аншлага» (2007), «Дело в шляпе». При этом ещё выходили «выездные» сессии, например, «Аншлаг на Волге» (2000), «Аншлаг на Алтае» и т. д.
Долгое время программа имела стабильно высокий рейтинг у зрителей. Доля аудитории программы по России составляла от 33 %, рейтинг — от 14 %.
С 30 октября 2004 года программа стала выходить реже. С 17 сентября 2005 года выходила два раза в неделю в субботу и воскресенье, а с 2006 года — одним полуторачасовым блоком по субботам. С 23 сентября 2007 года программа выходила один раз в месяц и имела по два эфира (дневной и вечерний), полтора часа каждый. С 31 августа 2008-го по 5 июня 2011 года программа выходила раз в месяц по воскресеньям.
С 2012-го по 2015 год программа выходила в эфир крайне редко и ограничивалась в основном спецвыпуском к Старому Новому году.
С 2016 года программа выходит с более частой периодичностью — 6-7 выпусков за год. Традиционными остаются выпуски к праздникам.

## Критика
Юмористы «Аншлага» неоднократно обвиняли Регину Дубовицкую в том, что она их использовала — не выплачивала надлежащие гонорары, нарушала авторские права, ставила в эфир номера артистов, ушедших из программы, и скрывала факт развала коллектива, ведь многие юмористы, особенно популярные, покинули «аншлаговскую» сцену.
Передача «Аншлаг» критикуется за низкий и ненадлежащий художественный уровень, плоские шутки, номера и миниатюры, включаемые в эфир. В частности, тогдашний министр обороны России Сергей Иванов в декабре 2004 года на заседании правительства Российской Федерации заявил:
«Посмотрите, что происходит на ТВ в праздничные дни — идет пошлятина типа „Аншлага“, поэтому мне хочется спросить — что сделано для того, чтобы прекратить дебилизацию населения посредством телевидения?»
16 октября 2005 года в Москве на Славянской площади прошёл пикет против данной передачи, участники которого требовали заменить на телеэкранах «Аншлаг» и «Смехопанораму» образовательными, аналитическими программами или документальными фильмами.
О программе также негативно отзывались и телекритики (Ирина Петровская):

Отчего «Аншлагу» на Российском ТВ предоставлен такой режим наибольшего благоприятствования — форменная загадка. Можно объяснить это необыкновенной любовью нашего населения к юмору и юмористам и, соответственно, потаканию вкусам и запросам зрителя. Но столь тупой юмор, который культивируется в программе «Аншлаг», способен воспринимать лишь адекватный этому юмору зритель, а потакать вкусу идиотов — значит себя не уважать. Даже вполне приличные артисты, попадая в «аншлаговскую» тусовку, на глазах глупеют и несут такое, что, извините за тавтологию, хоть святых выноси. И все почему-то превозносят до небес ведущую, Регину Дубовицкую, словно не будь её, не видать бы артистам телевизионного эфира, как своих ушей. Ну, впрочем, некоторым, не будь «дорогой Региночки», точно бы эфира не видать.

### Отзывы
В то же время Регина Дубовицкая не считает, что её программа ориентирована на низкообразованные массы:
«…я, очевидно, работаю действительно для определённой публики. Если определённой публикой считать людей, любящих юмор. А что касается моего образа, то ещё Бунин говорил: я не золотой, чтоб всем нравиться».
«Когда кричат „дебилизация“, я хочу сказать: ребята, моя развлекательная передача не призвана никого учить любить классику или хорошую музыку. Человек должен посмотреть, улыбнуться, выключить и забыть. А учить — это задача уже не моя».

По словам российского сатирика Аркадия Арканова, 
«„Аншлаг“ — это фабрика региновых изделий».

## Участники передачи

### Актёры
- Владимир Винокур
- Геннадий Ветров
- Елена Воробей
- Сергей Дроботенко
- Святослав Ещенко
- Юрий Гальцев
- Николай Лукинский
- Игорь Маменко
- Клара Новикова
- Валерий Пономаренко
- Светлана Рожкова

### Писатели
- Семён Альтов
- Алексей Щеглов
- Владимир Вишневский
- Лион Измайлов
- Аркадий Инин
- Михаил Мишин
- Ефим Смолин
- Алексей Цапик
- Андрей Вансович
- Евгений Шестаков

### Коллективы
- Экс-ББ
- Коркина и Остроухов
- комик-дуэт «Кролики»
- Магазин «Фу»
- театр «Христофор» (Беларусь)
- театр «Мимикричи» (Украина)
- театр «Микос» (Россия)
- Мытищинский театр драмы и комедии «ФЭСТ»
- Маски
- комик-шоу Пюре
- Балаганчик Джамелли

### Бывшие участники
- 1987—1990 — Геннадий Хазанов
- 1987—2000 — Евгений Петросян
- 1987—2000 — Ефим Шифрин
- 1996—2000 — Андрей Данилко
- 1996—2001 — Елена Степаненко
- 1996—2004 — Михаил Грушевский
- 2001—2005 — Максим Галкин
- 1990—2010 — Николай Бандурин
- 1990—2011 — Михаил Вашуков
- 1994—2011 — Карина Зверева
- 2003—2012 — Олег Акулич
- театр «Ветреные люди»

#### Умершие
- Михаил Евдокимов[28]
- Ян Арлазоров
- Михаил Задорнов
- Аркадий Арканов
- Павел Рудаков
- Роман Карцев
- Анатолий Трушкин
- Виктор Коклюшкин[29]
- Александр Пономаренко
- Вадим Сорокин
- Анатолий Рас
- Николай Рыкунин
- Александр Шуров
- Вениамин Нечаев
- Афанасий Белов